# Valentina Teresjkova
Valentina Vladimirovna Teresjkova (Russisch: Валентина Владимировна Терешкова) (Maslennikovo, oblast Jaroslavl, 6 maart 1937) is lid van de Russische Doema en een voormalige Russische kosmonaut. Ze vloog als Russische ruimtevaarder aan boord van de Vostok 6 en werd daarmee de eerste vrouw in de ruimte.

## Opleiding en ruimtereis
Na haar schooltijd werkte Teresjkova in een bandenfabriek en ging daarna techniek studeren. Ze leerde parachutespringen bij de lokale vliegclub.
Uit meer dan 400 gegadigden werd ze met vier andere vrouwen geselecteerd voor de vrouwelijke kosmonautengroep. Van deze groep heeft alleen Teresjkova in de ruimte gevlogen. Teresjkova werd op 16 juni 1963 aan boord van de Vostok 6 gelanceerd, en werd daarmee de eerste vrouw en tevens eerste burger in de ruimte. Twee dagen eerder was de Vostok 5 gelanceerd. Tijdens de vlucht naderden de Vostok 5 en 6 elkaar tot op minder dan vijf kilometer en hadden ze onderling radiocontact. Teresjkova landde op aarde na een vlucht van bijna drie dagen. Plannen voor verdere vluchten met vrouwen werden afgelast. 19 jaar bleef Teresjkova de enige vrouw die in de ruimte had gevlogen, totdat op 19 augustus 1982 de Russische Svetlana Savitskaja haar volgde in de Sojoez T-7.

## Ander werk
Na haar ruimtevlucht studeerde Teresjkova aan de Sjoekowski-luchtmachtacademie, waar ze in 1969 afstudeerde als kosmonaut-ingenieur. In 1977 promoveerde ze in de technische wetenschappen. Teresjkova bekleedde diverse politieke functies. Van 1966 tot 1974 was ze lid van de Opperste Sovjet, van 1974 tot 1989 was ze lid van het presidium van de Opperste Sovjet, van 1969 tot 1991 zat ze in het Centrale Comité van de Communistische Partij. In 2011 werd ze namens de partij Verenigd Rusland verkozen in de Staatsdoema; in 2016 werd ze herkozen. Op 10 maart 2020 trad ze op de voorgrond bij de behandeling van de grondwetsvoorstellen van president Poetin. Ze stelde voor, om bij het wijzigen van de grondwet opnieuw te beginnen met het tellen van de presidentiële termijnen, zodat Poetin nogmaals twee termijnen van zes jaar zou kunnen dienen. Ze onthulde daarmee vermoedelijk de ware bedoeling van de hele operatie. Haar voorstel werd goedgekeurd met unanimiteit van stemmen.

## Privé
Op 3 november 1963 trouwde Teresjkova met ruimtevaarder Andrian Nikolajev. Ze kregen één dochter  en scheidden in 1982. Teresjkova hertrouwde later en werd in 1999 weduwe.

## Trivia
- In 1997 maakte de Britse electrogroep Komputer de song Valentina over haar.
- In 2016 deed de Noorse groep MEER iets soortgelijks door Valentina in the sky op te nemen.

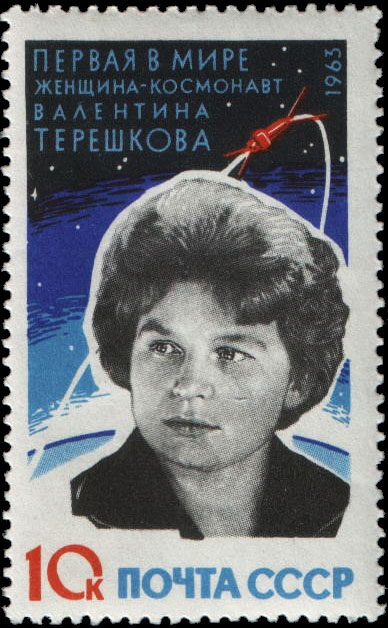
Valentina Teresjkova op een postzegel uit 1963
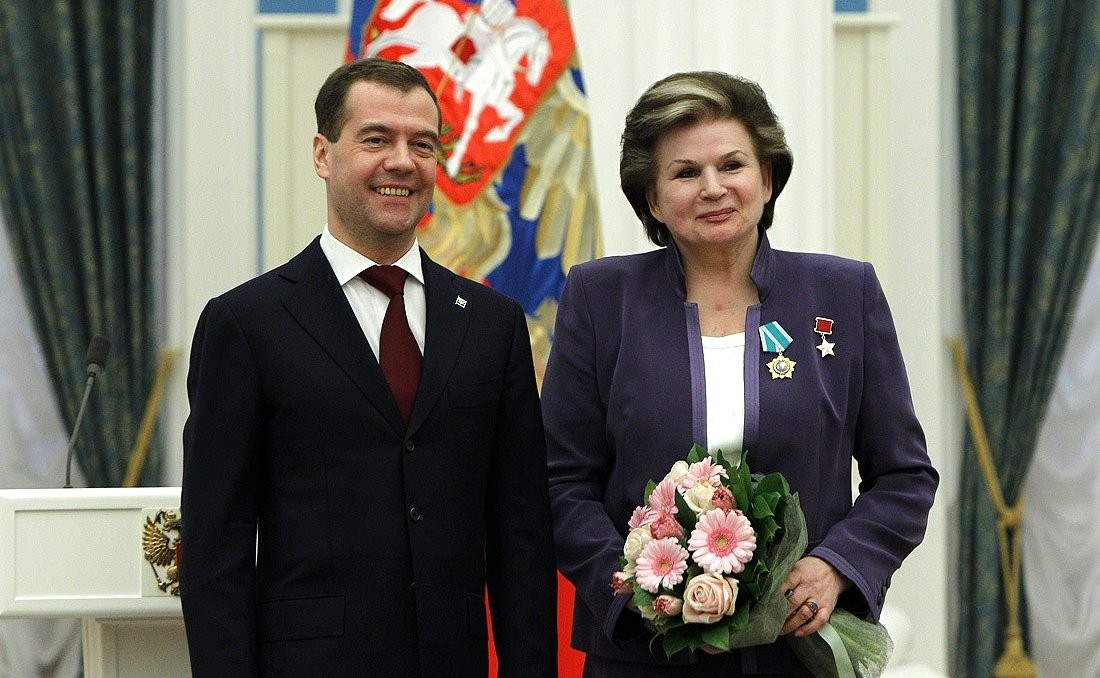
Valentina Teresjkova ontving de Orde van de Vriendschap uit handen van Dmitri Medvedev in april 2010

- Biblioteca Nacional de España: XX1135142
- Bibliothèque nationale de France: cb12890135m (data)
- Catàleg d'autoritats de noms i títols de Catalunya: 981058620288006706
- Gemeinsame Normdatei: 119207710
- International Standard Name Identifier: 0000 0000 7835 6307
- Library of Congress Control Number: n94025495
- Nationale Bibliotheek van Letland: 000219646
- MusicBrainz: c2c9d67d-581a-4b96-9673-70e8d1050017
- Nationale Bibliotheek van Tsjechië: mzk2004175572
- Nationale Bibliotheek van Polen: a0000002091118
- Nederlandse Thesaurus van Auteursnamen: 183260945
- Système universitaire de documentation: 099275856
- Virtual International Authority File: 2788147967352384200001